# Jorge Arandes
Jorge Arandes Masip (Barcelona, 1 de julio de 1929-ib., 13 de febrero de 2020) fue un periodista español, director de Radio Nacional de España y de Televisión Española en Cataluña.

## Biografía
Su debut profesional en el mundo de las ondas se produjo en 1947, en Radio Miramar (EAJ39), de Barcelona. Había seguido, al lado de otros profesionales del medio como Federico Gallo, Eduardo Berraondo y Miguel Ángel Valdivieso, entre otros, los cursos organizados por Juan Viñas para formar a los primeros locutores de la casa. Desde una primera etapa se especializó en programas de contenido musical y, más concretamente, en la retransmisión de representaciones de ópera.
Más adelante, junto a Federico Gallo, inició y presentó el programa Fantasía, en el que a lo largo de los años contaron con colaboradores como Maruja Fernández (Elena Francis), Lola Martínez o María Matilde Almendros.
Con la llegada de la televisión a España, se incorporó al nuevo medio y así presentó, por ejemplo, en 1960 el concurso Gane su viaje y entre 1962 y 1963 el programa Canciones para su recuerdo.
En 1965 fue nombrado director de Radio Nacional de España en Barcelona. Durante los años siguientes trabajó para modernizar la radio en España. De la mano del jefe de programas de la emisora, Pere Nin Vilella, propició entre 1972 y 1974 un cambio en la programación para hacerla más ágil, introduciendo espacios considerados precursores de los futuros magazines. En esa época, Nin situó a un entonces desconocido Luis del Olmo al frente de un programa llamado Protagonistas, que se mantendría durante más de cuatro décadas en la radio española.
También ha sido director gerente de Radiotelevisión Española en Barcelona hasta 1981. En 1983, junto a José María Ballvé, Luis del Olmo y Francisco Palasí, puso en marcha Ràdio Salut, dirigiendo esta emisora barcelonesa, especializada en temas médicos y sanitarios, hasta su jubilación en 1998. Entre 1988 y 1989 presentó en la misma emisora el microespacio de opinión Compás de mediodía.
Desde 1996 era presidente de la Asociación Profesional Española de Informadores de Prensa, Radio y Televisión (APEI-PRTV) y vicepresidente de la Asociación Catalana de Radio Privada.

## Premios
- Antena de Oro (1971)
- Premio Ondas (1958)
- Premio Nacional de Radiodifusión (1952)